# Денис Вієру
Денис Вієру (10 березня 1996 , Кишинів ) — молдовський дзюдоїст, бронзовий призер Олімпійських ігор 2024 року, призер чемпіонатів світу, чемпіон Європи.

## Виступи на Олімпіадах
| Олімпіада  | Дисципліна | Місце |
| ---------- | ---------- | ----- |
| Токіо 2020 | до 66 кг   | 9=    |
| Париж 2024 | до 66 кг   | 3     |